# A Feud in the Kentucky Hills
A Feud in the Kentucky Hills é um filme mudo norte-americano de 1912, do gênero dramático em curta-metragem, escrito e dirigido por D. W. Griffith.

## Elenco
- Mary Pickford
- Charles Hill Mailes
- Kate Bruce
- Walter Miller
- Robert Harron
- Jack Pickford
- Henry B. Walthall
- Elmer Booth
- William J. Butler
- Harry Carey
- Frank Evans
- Harry Hyde
- J. Jiquel Lanoe
- Adolph Lestina
- Frank Opperman
- W. C. Robinson